# Nuthetes destructor
Nuthetes destructor es la única especie conocida del género extinto  Nuthetes  (gr. “Monitor”) de dinosaurio celurosaurio dromeosáurido, que vivió a principios del período Cretácico, hace aproximadamente 140 millones de años, en el Berriasiense, en lo que es hoy Europa. Fue encontrado en la Formación Lulworth, Isla Purbeck, Inglaterra, fue descrito por Sir Richard Owen en 1854. 

## Descubrimiento e investigación
El género Nuthetes solo contiene a una especie (la especie tipo), Nuthetes destructor. N. destructor fue nombrado y descrito por Richard Owen en 1854. El nombre de género Nuthetes se deriva del griego koiné nouthetes, una contracción de νουθέτητης (nouthetetes) que significa "el que amonesta" o "monitor," en referencia al parecido de los dientes de Nuthetes a los de los actuales lagartos monitor. El nombre de la especie se deriva del latín para "destructor", una referencia a "las adaptaciones de los dientes para atravesar, cortar y lacerar las presas" una forma que él estimó sería igual en tamaño al actual monitor de Bengala.

## Historia

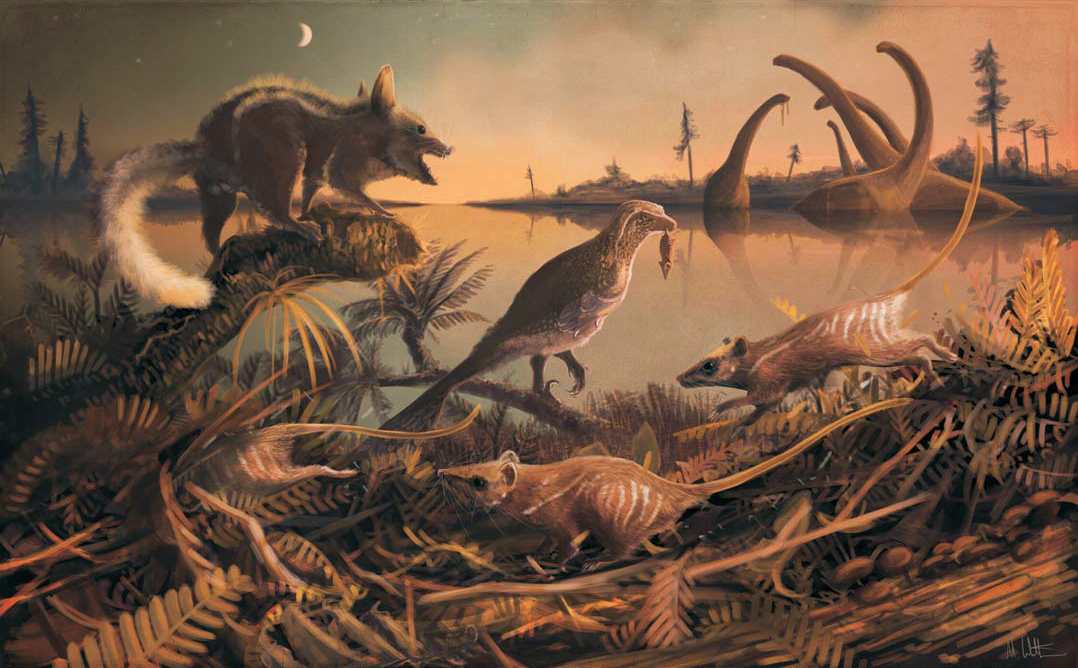
Restauración de Nuthetes (centro) capturando un Durlstotherium

El holotipo, DORCM G 913, fue recolectado por Charles Willcox, un paleontólogo aficionado que vivía en Swanage, de la Cantera Feather cerca de la Bahía Durlston en un depósito marino del Miembro Cherty Freshwater de la Formación Lulworth, que data de mediados del Berriasiano. Consiste de un fragmento de hueso dentario izquierdo de unos 7 centímetros de largo con nueve dientes. Se creyó que el holotipo estaba perdido pero fue redescubierto en la década de 1970 en el Museo del Condado de Dorset. Posteriormente otros dientes y el espécimen BMNH 48207, ptrp fragmento de dentario de un individuo algo menor, fueron referidos a la especie. Owen en 1878 también asumió que algunos escudos fosilizados, de un tipo al que él denominó como "graníconos", pertenecían a Nuthetes, pero en 2002 se mostró que son osteodermos de las extremidades y la cola de una tortuga, posiblemente de Helochelydra anglica o "Tretosternon" bukewelli.
En 2006 se halló un diente en Charente, Francia, el espécimen CHEm03.537, el cual fue referido a Nuthetes sp.

## Clasificación

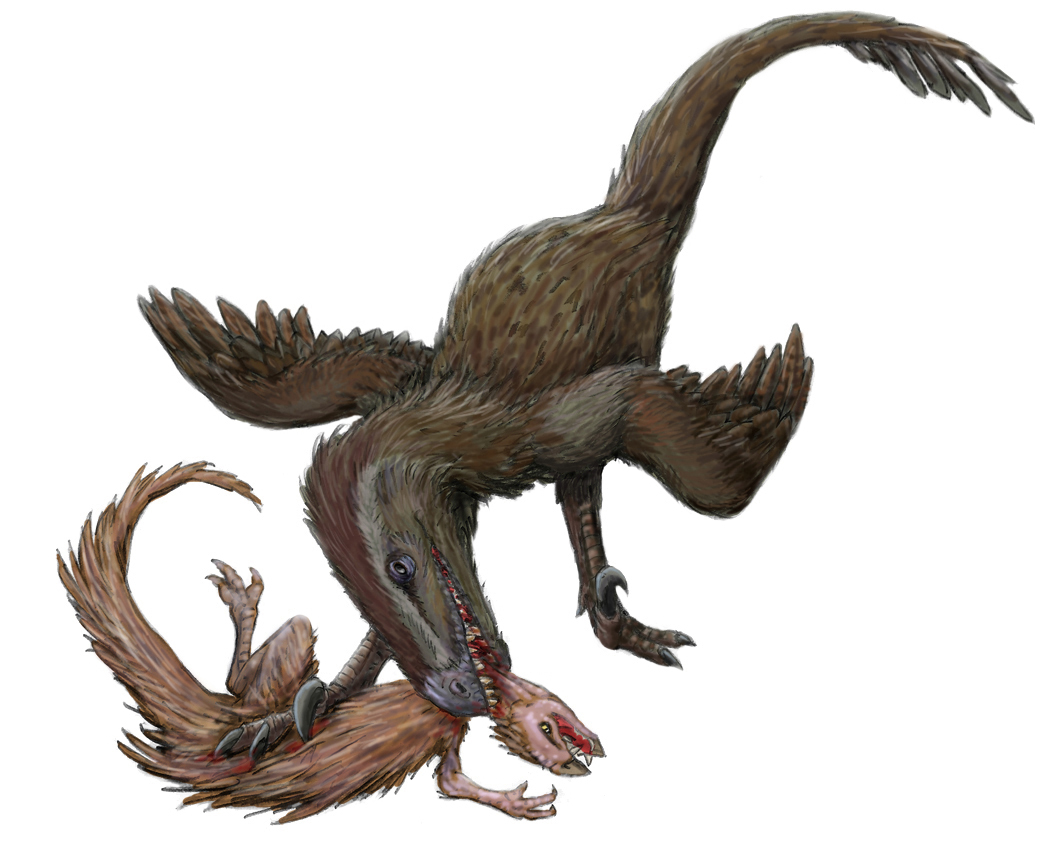
Nuthetes restaurado hipotéticamente como un dromeosáurido, atacando a Echinodon

Nuthetes fue clasificado originalmente por Owen como un lagarto varánido; más tarde cambió de parecer y concluyó que era un crocodiliano. Solo fue hasta 1888 que Richard Lydekker entendió que se trataba de un dinosaurio. En 1934 William Elgin Swinton pensó que era un ejemplar juvenil de la familia Megalosauridae; en 1970 Rodney Steel incluso llegó a renombrar a la especie como Megalosaurus destructor. En 2002, Angela Milner realizó una revisión del género, incluyéndolo en la familia Dromaeosauridae. Steve Sweetman examinó a cinco especímenes de dientes fósiles en buen estado y confirmó que pertenecían a Nuthetes destructor, y concluyó que esta especie es un dromeosáurido velocirraptorino. Si esta clasificación es correcta, podría ser uno de los más antiguos dromeosáuridos conocidos, el primero en ser descrito, y el primero procedente de Gran Bretaña. Sin embargo, Rauhut, Milner y Moore-Fay (2010) señalaron que tiene más parecido a los dientes del tiranosauroideo basal Proceratosaurus que a los dientes de los velocirraptorinos. Los autores recomendaron cautela al momento de referir dientes aislados del Jurásico Superior o el Cretácico Inferior a Dromaeosauridae (citando explícitamente al estudio de Milner de 2002 y el de Sweetman de 2004 como ejemplos de identificación de dientes aislados de terópodos como si fueran de dromeosáuridos), ya que stos dientes podrían pertenecer a tiranosauroideos proceratosáuridos.
Algunos grandes especímenes referidos a Nuthetes pueden en cambio pertenecer al género Dromaeosauroides.